# Georg Hahn (Politiker)
Georg Hahn (* 11. Oktober 1945 in Neckenmarkt) ist ein ehemaliger österreichischer Politiker (SPÖ). Er war von 1989 bis 1999 Abgeordneter zum Burgenländischen Landtag.
Hahn besuchte nach der Volksschule Neckenmarkt die Hauptschule Lackenbach und erlernte danach den Beruf des Maurers. Er legte die Gesellenprüfung ab und leistete 1965 den Präsenzdienst. Er war von 1960 bis 1970 für Wiener Baufirmen tätig und arbeitete danach von 1970 bis 1983 im Burgenland. 1983 wechselte er zum Baubezirksamt Oberpullendorf. Hahn trat 1966 der SPÖ bei und wurde 1970 Obmann-Stellvertreter bzw. 1981 SPÖ-Ortsobmann der SPÖ Neckenmarkt. Er war ab 1977 Gemeinderat und von 1982 bis 1995 Erster Vizebürgermeister. Hahn vertrat die SPÖ vom 30. Oktober 1987 bis zum 24. Oktober 2005 im Landtag und war ab 1988 SPÖ-Bezirksparteivorsitzender-Stellvertreter im Bezirk Oberpullendorf. 